# Église Saint-Aventin-de-Troyes de Trichey
L'église Saint-Aventin-de-Troyes de Trichey est une église située à Trichey, en France.

## Localisation
L'église est située dans le département français de l'Yonne, sur la commune de Trichey.

## Historique
L'édifice est inscrit au titre des monuments historiques en 1976.